# علي كوبان
علي حسن أحمد كوبان واُشتُهر بعلى كوبانا فنان نوبي وعازف وملحن وصاحب أشهر وأعرق فرقة موسيقية نوبية بالقاهرة، ويعتبر الأب الروحي للموسيقى النوبية.

## بداياته
ولد علي كوبانا عام 1929م بقرية قورته بالنوبة القديمة لوالد كان يعمل بالتجارة، وكان والده محبا للغناء فأخذ عنه ابنه حب الغناء.
حضر علي كوبانا إلى القاهرة عام 1944م والتحق بمدرسة الناصرية الابتدائية بحي معروف.
كانت بداية كوبان بأحد الأفراح ليغنى بعض الأغاني القومية لينال بها استحسان واعجاب الحضور، فشجعه ذلك للعمل في مجال الغناء النوبي، فترك دراسته والتحق بالكشافة النوبية بعابدين عام 1947 وفيها تعلم أصول الموسيقى خاصة موسيقى الغرب والعزف على آله الكلارينيت وغنى كثيرا في حفلات الكشافة.
وفى العام 1949 شارك كوبان في أوبريت العرس النوبى بدار الأوبرا المصرية أمام الملك فاروق والنحاس باشا بدار الأوبرا الخديوية عام 1949م، وقد نال كوبان إعجاب الملك برغم أنه دوره كان صغيرا ومنحه الملك ريال فضة مكافأة وأمر بانتدابه لتدريب فرق الكشافة الملكية في أنشاص.

## مشواره الفنى
في عام 1957م كون علي كوبانا أول فرقة من نوعها في مصر للموسيقى النوبية وكانت تقوم بإحياء الحفلات والأفراح وتشارك في المناسبات القومية بمصر وخارجها كما قدمت اغنيات تراثية نوبية في قالب وتوزيع جديد بعد أن قام كوبانا بتطوير الآلات الموسيقية في الفرقة حيث أدخل الأكورديون والكمان والترومبا والساكسفون والاورج والبونجر وبالرغم من ذلك لم تخرج الفرقة عن روحها النوبية، وقد استعانت به القوات المسلحة في أحياء حفلات لجنود الجيش، وفي عام 1967 ذهب للجبهة وغنى للجنود لرفع روحهم المعنوية بعد نكسة يونيو وشارك في إحياء مجموعة كبيرة من حفلات أضواء المدينة.
في عام 1988 حضر وفد من الموسيقيين الألمان المهتمين بالموسيقى والغناء ليتعاقدوا معه لإحياء عدة حفلات بألمانيا، وقد حققت تلك الحفلات نجاحا كبيرا ولفت انظار العالم إليه، فقد عرض عليه الاتحاد الدولي للمهرجانات المشاركة في مهرجان برلين الدولي عام 1989م، وقد حصل فيه كوبانا على المركز الأول، وفي نفس العام حصل على عضوية اتحاد الموسيقيين الدوليين ببرلين، وفي عام 1990 شارك في مهرجان السياسة في ألمانيا وحصل فيه أيضا على المركز الأول وأقامت له السفارة المصرية بألمانيا وقتها حفلا كبيرا.
وفي نفس العام قدم عرضا مميزا ضمن فاعليات المهرجان السنوي (نغمات الوطن) في برلين حقق خلاله نجاحا جماهيريا منقطع النظير وأشادت به الصحف الألمانية وقالت عنه أنه يمزج بين النغم الأصيل والاتجاه الحديث للموسيقى الذي يجذب الجماهير في الغرب وأضافت أن المرء يستشعر الأنغام المنعشة القادمة من ضفاف النيل وهو ما دفع الفنان العالمي جيمس براون لطلب كوبانا للاشتراك معه في مجموعة حفلات بأمريكا وبعض الدول العربية فنال شهرة كبيرة هناك ولقي تكريما وحفاوة بالغين وقام بتسجيل حوارات عديدة لوسائل الاعلام المختلفة خاصة للقنوات المهتمة بالتراث الإنساني.
كما وجهت له الأوبرا الفرنسية الدعوة للغناء بمصاحبة الاوركسترا الفرنسي وحضر وفد من التلفزيون الفرنسي إلى مصر وقام بتصوير فيلم تسجيلي عن على كوبانا بمسقط رأسه وبجوار الأهرامات وعلى النيل وقام التلفزيون الإنجليزي بعمل مناظرة بينه وبين جيمس بروان وقال المذيع في نهاية المناظرة عبارة تعد شهادة عالمية في حق كوبانا: علي كوبانا لا يقل أهمية أو قيمة عن جيمس بروان.
كما شارك كوبانا في العديد من الحفلات والمهرجانات بالعديد من الدول مثل إيطاليا وسويسرا والنمسا وهولندا وأمريكا وحصل على العديد من الجوائز وشهادات التقدير وأبرزت وسائل الاعلام العالمية دوره ومكانته، واستضافته إدارة المهرجان السابع والعشرين لعالم الموسيقى بمدينة كان الفرنسية ليكون ضمن نجوم حفل افتتاحه.

## وفاته
توفى على كوبان في يونيو 2001م في صمت وهدوء بعد أن أثرى الساحة الفنية باللون النوبي الموسيقي والغنائي وقد اهتمت وسائل الاعلام العالمية بخبر وفاته وأذاعت فقرات مطولة عنه ولقطات من بعض أغانيه التي قدمها طيلة مشواره الفني الذي استمر نحو 40 عاما قدم فيه أغاني التراث والفولكلور النوبي في الأفراح والمهرجانات الشعبية وذاعت شهرته في مختلف دول العالم ونال العديد من الجوائز الدولية كان أهمها فوزه بالأسطوانة الذهبية في مهرجان ألمانيا السنوي للفولكلور عام 1990م والذي شارك فيه ممثلا عن مصر.

## أعماله
- 1980 - من النوبة إلى القاهرة (From Nubia to Cairo)
- 1994 - سر مثل النوبي (Walk Like a Nubian)
- 1995 - السحر النوبي (Nubian Magic)
- 2001 - (Real Nubian: Cairo Wedding Classics)
- 2002 - (The Rough Guide to Ali Hassan Kuban)

## وصلات خارجية
- علي كوبان على موقع ميوزك برينز (الإنجليزية)
- علي كوبان على موقع أول ميوزيك (الإنجليزية)
- علي كوبان على موقع ديسكوغز (الإنجليزية)
- علي كوبان على موقع ديسكوغز (الإنجليزية)
- الفنان على كوبانا في موالي
- موقع الفنان على كوبانا

## فيديو
- أغنية مبروك على يوتيوب
- لقطات من قناة الجزيرة الوثائقية عن الفنان على كوبان على يوتيوب